# Yoo Jae-hak
Dans ce nom coréen, le nom de famille, Yoo, précède le nom personnel.
Yoo Jae-Hak, (en coréen : 유재학), né le 20 mars 1963, est un ancien joueur et entraîneur sud-coréen de basket-ball. Il évolue durant sa carrière au poste de meneur.

## Palmarès
Entraîneur
- 3e du championnat d'Asie 2013